# Зцілення десяти прокажених

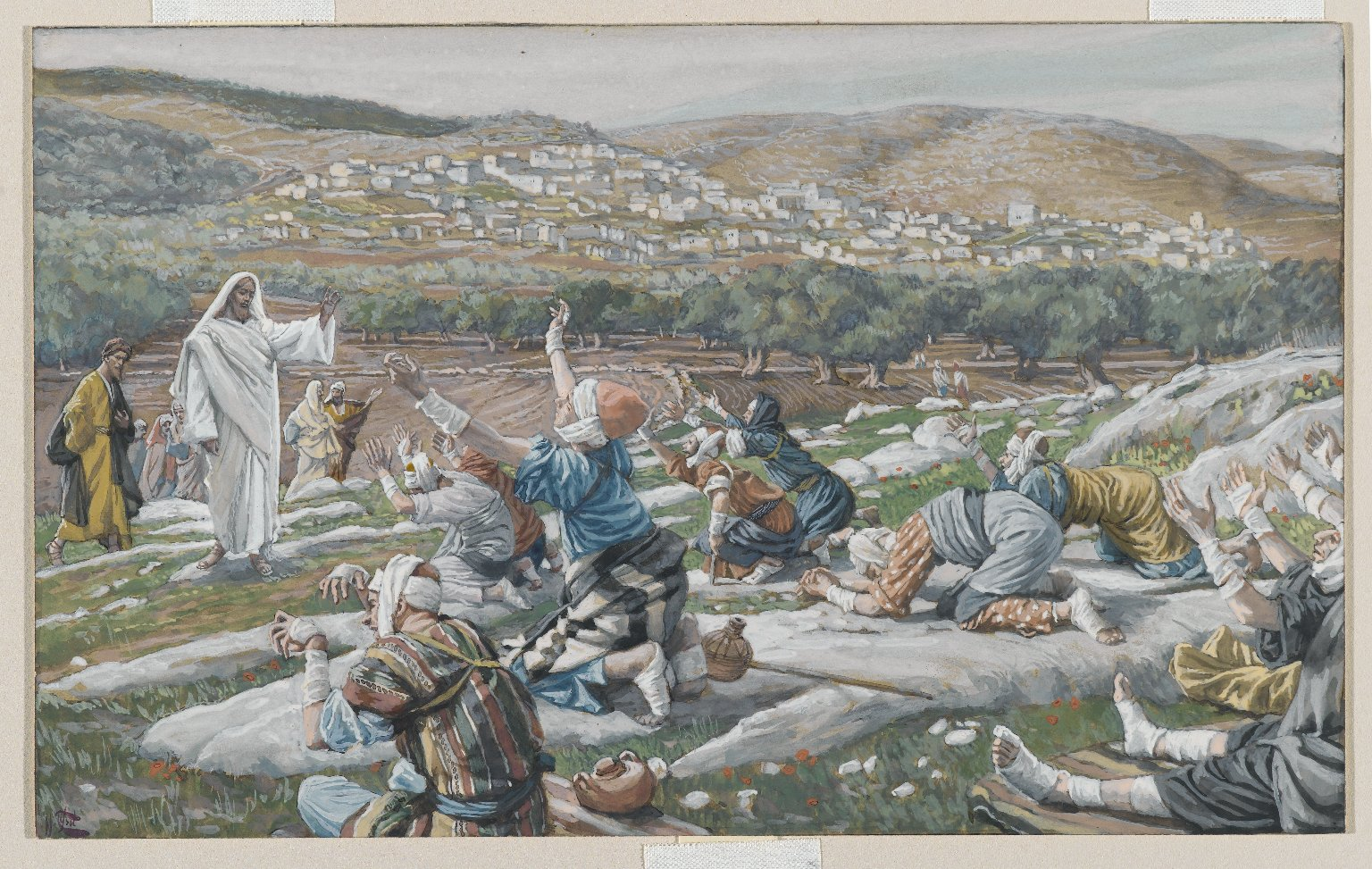
Зцілення десяти прокажених. Джеймс Тіссо.

Зцілення десяти прокажених — євангельська подія, одно з чудес Ісуса Христа описана у Євангелії від Луки: Лк. 17:11-19.

## Подія
Згідно з євангельською розповіддю, Ісус під час своєї останньої подорожі до Єрусалиму, між Самарією і Галілеєю був близько одного села. До нього наблизились десять прокажених, які з приписаної відстані кричали до нього, щоби він змилосердився над ними.
Тільки один з них повернувся, славлячи господа, подякувати Ісусові. А був це самаритянин. Ісусові подобалася вдячність цього чужинця і він підкреслив, що тільки той відчув обов'язок вдячності і запевнив його, що віра спасла його.